# Shōka (peintre du XVIIIe siècle)
Pour l’article homonyme, voir Shōka (peintre).
Shōka, de son vrai nom : Naka-E-Tochō, surnom : Chōkō, noms de pinceau : Shōka, Katei-Dōjin et Goteki est un peintre japonais du XVIIIe siècle originaire d'Ōmi (ancienne province du Japon qui correspond à l'actuelle préfecture de Shiga).

## Biographie
Peintre de l'école de Nanga, Shōka étudie l'art du paysage avec Kyūjo (1734-1802).

Après avoir beaucoup voyagé dans son propre pays (Echigo, Shinano, Edo, etc.), il s'établit finalement à Kyoto.
Il s'appelle lui-même Goteki, c'est-à-dire: artiste versé dans les cinq arts que sont la gravure de sceaux, la peinture, la poésie, la calligraphie et la musique (pour lui la pratique du koto ou luth).